# 從奪走你的那天起
《從奪走你的那天起》是關西電視台於2025年4月21日至6月30日播出的週一晚間十點連續劇，由北川景子主演，大森南朋共演。
臺灣由KKTV於2025年4月22日起獨家跟播。

## 登場人物

### 主要人物
- 中越紘海：北川景子[1]

「八鳥保育園」的調理師。10年前因食安事件失去3歲女兒。於事件1年後，綁架了旭的次女。
- 結城旭：大森南朋[1]

10年前發生食安事件的熟食店「YUKI DELI」社長。雖然被不起訴但之後「YUKI DELI」倒閉。現在是上班族。

### 週刊漣漪
- 東砂羽：仁村紗和[2]

編輯部記者。
- 元木愛美：村岡希美

編輯部組長。砂羽的上司。

### 紘海的相關人物
- 皆川景吾：高橋光臣

紘海的前夫。燈死後，兩人離婚。
- 皆川燈：石原朱馬

紘海與景吾的女兒。10年前生日當天，吃下混入蝦的玉米披薩，出現嚴重過敏反應而身亡。享年3歲。
- 小石川雪子：原日出子[2]

「八鳥保育園」的園長。
- 野口初芽：小川李奈[2]

搬到紘海隔壁的鄰居。

### 旭的相關人物
- 結城梨梨子：平祐奈[2]

旭的長女。母親離家出走後，與父親、妹妹同住。
- 玖村毅：阿部亮平[2]

大學生。梨梨子的家教。
- 結城萌子 / 中越美海：倉田瑛茉[3]

旭的次女。
- 木戶江身子：鶴田真由[2]

旭的前妻。在生下萌子後放棄育兒而離婚。現在在小酒吧工作。
- 木戶雅人：中原丈雄[2]

江身子的父親。旭的上司。
- 三浦勝昭：大浦龍宇一[4]

旭的部下。
- 村杉結愛：田山由起[4]

旭的部下。
- 鳥谷陸翔：内藤秀一郎[4]

旭的部下。

### YUKI DELI
- 鷲尾勇：水澤紳吾[2]

發生食安事件的熟食店的調理負責人。
- 望月耕輔：筒井道隆[2]

旭在大學時期的後輩。「YUKI DELI」倒閉後，現在作為旭的部下在同一家企業工作。

## 製作團隊
- 劇本：池田奈津子
- 導演：松木創、淵上正人、本間利幸、大崎翔
- 配樂：村松崇繼
- 主題曲：back number（日本環球音樂）[5]
- 企劃：水野綾子
- 製作人：三方祐人
- 製作：關西電視台、共同電視

## 播出日程
| 集數                                                                      | 播出日期 | 日文標題 | 導演     | 收視率 |
| ------------------------------------------------------------------------- | -------- | -------- | -------- | ------ |
| 第1話                                                                     | 4月21日  |          | 松木創   | 6.0%   |
| 第2話                                                                     | 4月28日  |          | 松木創   | 4.6%   |
| 第3話                                                                     | 5月05日  |          | 淵上正人 | 5.0%   |
| 第4話                                                                     | 5月12日  |          | 淵上正人 | 4.7%   |
| 第5話                                                                     | 5月19日  |          | 本間利幸 | 5.0%   |
| 第6話                                                                     | 5月26日  |          | 松木創   | 4.2%   |
| 第7話                                                                     | 6月02日  |          | 大﨑翔   | 4.5%   |
| 第8話                                                                     | 6月09日  |          | 淵上正人 | 5.0%   |
| 第9話                                                                     | 6月16日  |          | 淵上正人 | 5.0%   |
| 第10話                                                                    | 6月23日  |          | 松木創   | 5.6%   |
| 最終話                                                                    | 6月30日  |          | 松木創   | 5.6%   |
| 平均收視率 5.0%（收視率由Video Research調查關東地區、家戶的即時統計資料） |          |          |          |        |

## 外部連結
- 電視劇官方網站－關西電視台 （日語）
  - 電視劇的X（前Twitter）
  - 電視劇的Instagram帳戶
  - 電視劇的TikTok
- 《從奪走你的那天起》myTV SUPER線上看

| 日本 關西電視台 週一晚間十點連續劇                | 日本 關西電視台 週一晚間十點連續劇           | 日本 關西電視台 週一晚間十點連續劇 |
| ------------------------------------------------- | -------------------------------------------- | ---------------------------------- |
|                                                   | 從奪走你的那天起 （2025年4月21日－6月30日）  |                                    |
| 秘密 ～THE TOP SECRET～ （2025年1月20日－4月7日） | 我們還不懂那顆星球的校規 （2025年7月14日－） |                                    |